# Atlas (Battles)
Atlas è il primo singolo dei Battles estratto dal loro album di debutto Mirrored. È stato pubblicato il 2 aprile 2007 in Gran Bretagna dall'etichetta indipendente Warp Records nei formati 12", CD e digitale.

## Il brano
Atlas è l'unico brano non strumentale dell'album da cui è estratto. A causa degli effetti musicali utilizzati per la voce di Tyondai Braxton, che su Slant Magazine sono stati commentati con «sembra che gli Umpa Lumpa stiano cantando The Beautiful People di Marilyn Manson», il testo della canzone è stato frainteso in realtà gli unici versi che vengono cantati recitano: «People won't be people when they hear this sound/Glowing in the dark on the edge of town».

## Video
Il video, reso disponibile anche su DVD, è stato diretto da Timothy Saccenti e prodotto da Marcia Mohiuddin con la fotografia di Ivan Abel, il montaggio e gli effetti visivi di Ryan McKenna, l'animazione di Seth Pomerantz e la direzione artistica del polistrumentista David Konopka.
Nel video il gruppo si esibisce nel cubo di vetro raffigurato sulla copertina di Mirrored anch'essa curata da Konopka e Saccenti.

## Critica
Pitchfork ha inserito Atlas al 2º posto della classifica Top 100 Tracks of 2007 e al 42º posto della classifica The Top 500 Tracks of the 2000s elogiando in particolare l'esecuzione del batterista John Stanier. Il New Musical Express ha invece inserito il brano al 54º posto della classifica "150 Best Tracks of the Past 15 Years".

## Tracce
Testi e musiche di Battles.
1. Atlas – 7:10
2. Atlas (DJ Koze Remix) – 7:03

## Formazione
- Tyondai Braxton – chitarra, tastiere, voce
- Ian Williams – chitarra, tastiere
- David Konopka – basso, chitarra, effetti
- John Stanier – batteria